# Abdeckerei (Großmehring)
Die Einöde Abdeckerei ist ein Ortsteil der Gemeinde Großmehring im oberbayerischen Landkreis Eichstätt.

## Lage
Die Einöde liegt im Südosten von Großmehring beim Weinzierlweiher.

## Geschichte
Die Einöde Abdeckerei wurde erstmals 1838 erwähnt. 1987 wohnten hier sechs Personen.